# Informations scientifiques sur Wikipédia
Les informations scientifiques sur Wikipédia incluent les informations que Wikipédia présente sur la science. Il y a eu des critiques et des discussions sur l'impact et la qualité de ces informations, ainsi que sur les interactions des éditeurs de Wikipédia, des scientifiques et de l'engagement du public vis-à-vis de ces informations.

## Impact
Une étude de 2016 a démontré que Wikipédia augmente la distribution et l'impact des publications scientifiques en libre accès. Une étude de 2017 a elle démontré que la popularité de Wikipédia en tant que « source d'informations générales la plus populaire » a influencé la façon dont tout le monde parle et écrit sur la science,. L'Organisation des Nations unies pour l'éducation, la science et la culture a signalé en 2017 que Wikipédia est une source populaire d'informations scientifiques en raison de son classement élevé dans les moteurs de recherche. Une étude de 2018 a examiné la manière dont Wikipédia intègre les nouvelles informations scientifiques.
Les décideurs qui ne connaissent pas un sujet peuvent consulter Wikipédia pour s'orienter.

## Éditeurs

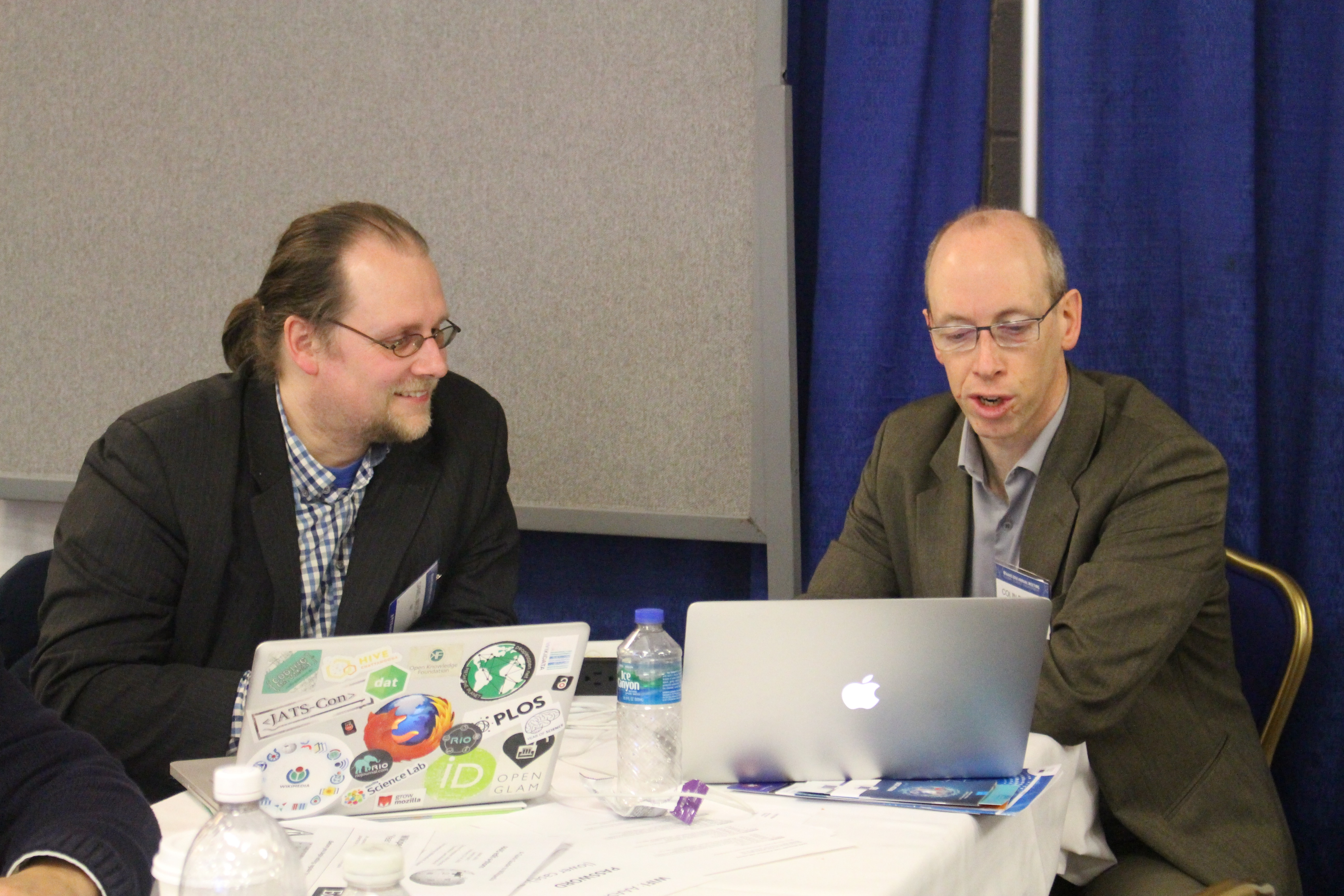
Un échange à l'espace Wikipédia lors de la réunion annuelle 2016 de l'Association américaine pour l'avancement des sciences.

En 2016, la Wiki Education Foundation et la Fondation Simons ont présenté un programme de sensibilisation appelé "Année de la science". Dans ce programme, les éducateurs de Wikipédia ont participé à des conférences universitaires et invité des scientifiques à apporter des informations de leur domaine d'expertise à Wikipédia. Certaines universités ont des programmes pour encourager les étudiants à éditer les articles scientifiques de Wikipédia dans le cadre de l'expérience d'apprentissage. La communauté Wikipédia invite les universitaires à éditer des articles Wikipédia. Diverses sociétés universitaires ont encouragé leurs membres à éditer Wikipédia.

## Quantité et qualité
Une étude réalisée en 2017 a déterminé que : « Selon la définition et les méthodes utilisées, environ 10 à 20 % des articles de Wikipédia portent sur des sujets scientifiques (0,5 à 1,0 million sur environ 5 millions) ».
Wikipédia a une pratique large et diversifiée de citation de publications scientifiques de tous les domaines. Une étude de 2005 publiée dans la revue Nature a comparé 40 articles de Wikipédia sur des sujets scientifiques à leur homologue de l'Encyclopædia Britannica. Les experts en la matière ont trouvé quatre "erreurs graves" dans chaque encyclopédie. Ils ont également trouvé 162 problèmes moins graves sur Wikipédia et 123 dans Britannica. Un écrivain de vulgarisation scientifique pour Vice s'est plaint en 2017 que les articles scientifiques de Wikipédia étaient trop techniques. Divers scientifiques et organisations médiatiques ont remis en question et critiqué la mesure dans laquelle les articles de Wikipédia sur la science influencent les décisions politiques relatives à la science,.